# Segundo romance Tour
Segundo romance Tour fue la gira de conciertos perteneciente al intérprete  mexicano Luis Miguel durante la última parte de 1994 para promocionar su álbum Segundo Romance.
Un año después, en 1995 sacó un disco llamado "El Concierto" que contiene los espectáculos que hizo en el Auditorio Nacional desde el 4 hasta el 28 de agosto durante esa gira.

## Lista de canciones interpretadas
| El Concierto Tour : 4 de agosto de 1994 - 31 de diciembre de 1994 | |                                               |          |  |
| N.º                                                               | Título | Original álbum                                | Duración |  |
| 1.                                                                | «Introducción» |                                               |          |  |
| 2.                                                                | «Luz verde» | Aries                                         |          |  |
| 3.                                                                | «América, América (Sometimes)» | América & En Vivo                             |          |  |
| 4.                                                                | «Pensar en ti» | Aries                                         |          |  |
| 5.                                                                | «Dame tu amor» | Aries                                         |          |  |
| 6.                                                                | «No sé tú» | Romance                                       |          |  |
| 7.                                                                | «Tú y yo (Sometimes)» | Aries                                         |          |  |
| 8.                                                                | «Alguien como tú» | 20 años                                       |          |  |
| 9.                                                                | «Medley» (Yo que no vivo sin ti / Culpable o no / Más allá de todo / Fría como el viento / Entrégate / Tengo todo excepto a ti / La incondicional) | Soy como quiero ser, 20 años, Busca una mujer |          |  |
| 10.                                                               | «Suave» | Aries                                         |          |  |
| 11.                                                               | «Introducción [Cuerdas]» |                                               |          |  |
| 12.                                                               | «Hasta que me olvides» | Aries                                         |          |  |
| 13.                                                               | «Introducción [Banda]» |                                               |          |  |
| 14.                                                               | «Qué nivel de mujer» | Aries                                         |          |  |
| 15.                                                               | «Historia de un amor» | Segundo romance                               |          |  |
| 16.                                                               | «Nosotros» | Segundo romance                               |          |  |
| 17.                                                               | «Somos novios» | Segundo romance                               |          |  |
| 18.                                                               | «Como yo te amé» | Segundo romance                               |          |  |
| 19.                                                               | «Sin ti» | Segundo romance                               |          |  |
| 20.                                                               | «El día que me quieras» | Segundo romance                               |          |  |
| 21.                                                               | «Intro (Song Video)- La media vuelta» | Segundo romance                               |          |  |
| 22.                                                               | «Si nos dejan (Sometimes)» | never released by the artist                  |          |  |
| 23.                                                               | «Amanecí en tus brazos (Sometimes)» | never released by the artist                  |          |  |
| 24.                                                               | «El rey (Sometimes)» | never released by the artist                  |          |  |
| 25.                                                               | «Será que no me amas» | 20 años                                       |          |  |
| 26.                                                               | «Cuando calienta el sol» | Soy como quiero ser                           |          |  |

## Fechas de la gira
| 4 de agosto de 1994      | Ciudad de México | México         | Auditorio Nacional             | 10,000 |
| 5 de agosto de 1994      | Ciudad de México | México         | Auditorio Nacional             | 10,000 |
| 6 de agosto de 1994      | Ciudad de México | México         | Auditorio Nacional             | 10,000 |
| 7 de agosto de 1994      | Ciudad de México | México         | Auditorio Nacional             | 10,000 |
| 11 de agosto de 1994     | Ciudad de México | México         | Auditorio Nacional             | 10,000 |
| 12 de agosto de 1994     | Ciudad de México | México         | Auditorio Nacional             | 10,000 |
| 13 de agosto de 1994     | Ciudad de México | México         | Auditorio Nacional             | 10,000 |
| 14 de agosto de 1994     | Ciudad de México | México         | Auditorio Nacional             | 10,000 |
| 18 de agosto de 1994     | Ciudad de México | México         | Auditorio Nacional             | 10,000 |
| 19 de agosto de 1994     | Ciudad de México | México         | Auditorio Nacional             | 10,000 |
| 20 de agosto de 1994     | Ciudad de México | México         | Auditorio Nacional             | 10,000 |
| 21 de agosto de 1994     | Ciudad de México | México         | Auditorio Nacional             | 10,000 |
| 25 de agosto de 1994     | Ciudad de México | México         | Auditorio Nacional             | 10,000 |
| 26 de agosto de 1994     | Ciudad de México | México         | Auditorio Nacional             | 10,000 |
| 27 de agosto de 1994     | Ciudad de México | México         | Auditorio Nacional             | 10,000 |
| 28 de agosto de 1994     | Ciudad de México | México         | Auditorio Nacional             | 10,000 |
| 31 de agosto de 1994     | Dallas           | Estados Unidos | Fort Worth Convention Center   | 11,200 |
| 2 de septiembre de 1994  | San Antonio      | Estados Unidos | Alamodome                      | 30,000 |
| 3 de septiembre de 1994  | Houston          | Estados Unidos | Compaq Center                  | 16,000 |
| 6 de septiembre de 1994  | El Paso          | Estados Unidos | Don Haskins Center             | 12,200 |
| 8 de septiembre de 1994  | San Diego        | Estados Unidos | Civic Center                   | 3,000  |
| 9 de septiembre de 1994  | San Diego        | Estados Unidos | Civic Center                   | 3,000  |
| 10 de septiembre de 1994 | San Diego        | Estados Unidos | Civic Center                   | 3,000  |
| 11 de septiembre de 1994 | San Diego        | Estados Unidos | Civic Center                   | 3,000  |
| 14 de septiembre de 1994 | Las Vegas        | Estados Unidos | Circus Maximus Theatre         | 4,000  |
| 15 de septiembre de 1994 | Las Vegas        | Estados Unidos | Circus Maximus Theatre         | 4,000  |
| 16 de septiembre de 1994 | Las Vegas        | Estados Unidos | Circus Maximus Theatre         | 4,000  |
| 17 de septiembre de 1994 | Las Vegas        | Estados Unidos | Circus Maximus Theatre         | 4,000  |
| 18 de septiembre de 1994 | Las Vegas        | Estados Unidos | Circus Maximus Theatre         | 4,000  |
| 22 de septiembre de 1994 | Los Ángeles      | Estados Unidos | Universal Amphitheatre         | 6,189  |
| 23 de septiembre de 1994 | Los Ángeles      | Estados Unidos | Universal Amphitheatre         | 6,189  |
| 24 de septiembre de 1994 | Los Ángeles      | Estados Unidos | Universal Amphitheatre         | 6,189  |
| 25 de septiembre de 1994 | Los Ángeles      | Estados Unidos | Universal Amphitheatre         | 6,189  |
| 1 de octubre de 1994     | San Juan         | Puerto Rico    | Coliseo Roberto Clemente       | 10,000 |
| 2 de octubre de 1994     | San Juan         | Puerto Rico    | Coliseo Roberto Clemente       | 10,000 |
| 6 de octubre de 1994     | Miami            | Estados Unidos | James L. Knight Center         | 5,000  |
| 7 de octubre de 1994     | Miami            | Estados Unidos | James L. Knight Center         | 5,000  |
| 8 de octubre de 1994     | Miami            | Estados Unidos | James L. Knight Center         | 5,000  |
| 13 de octubre de 1994    | Nueva York       | Estados Unidos | Radio City Music Hall          | 6,015  |
| 14 de octubre de 1994    | Nueva York       | Estados Unidos | Radio City Music Hall          | 6,015  |
| 15 de octubre de 1994    | Nueva York       | Estados Unidos | Radio City Music Hall          | 6,015  |
| 16 de octubre de 1994    | Nueva York       | Estados Unidos | Radio City Music Hall          | 6,015  |
| 22 de octubre de 1994    | Chicago          | Estados Unidos |                                |        |
| 23 de octubre de 1994    | Oakland          | Estados Unidos |                                |        |
| 26 de octubre de 1994    | Laredo           | Estados Unidos |                                |        |
| 28 de octubre de 1994    | Monterrey        | México         | Teatro Fundidora               | 23,000 |
| 29 de octubre de 1994    | Monterrey        | México         | Teatro Fundidora               | 23,000 |
| 30 de octubre de 1994    | Monterrey        | México         | Teatro Fundidora               | 23,000 |
| 4 de noviembre de 1994   | Lima             | Perú           |                                |        |
| 9 de noviembre de 1994   | Buenos Aires     | Argentina      | Centro Costa Salguero          | 2,000  |
| 11 de noviembre de 1994  | Buenos Aires     | Argentina      | Estadio Vélez Sarsfield        | 50,000 |
| 12 de noviembre de 1994  | Buenos Aires     | Argentina      | Estadio Vélez Sarsfield        | 50,000 |
| 15 de noviembre de 1994  | Salta            | Argentina      | Estadio El Gigante del Norte   | 20,000 |
| 17 de noviembre de 1994  | Tucumán          | Argentina      | Estadio Monumental José Fierro | 24,000 |
| 20 de noviembre de 1994  | Mendoza          | Argentina      | Estadio Malvinas Argentinas    | 22,000 |
| 23 de noviembre de 1994  | Córdoba          | Argentina      | Estadio Chateau Carreras       | 30,000 |
| 25 de noviembre de 1994  | Rosario          | Argentina      | Estadio Gigante de Arroyito    | 28,000 |
| 27 de noviembre de 1994  | La Rioja         | Argentina      | Estadio Carlos Mercado Luna    | 14,000 |
| November 28 - 30, 1994   | Santiago         | Chile          |                                |        |
| 2 de diciembre de 1994   | Mar del Plata    | Argentina      | Estadio Mundialista            | 22,000 |
| 5 de diciembre de 1994   | Corrientes       | Argentina      | Estadio Club Huracán           | 12,000 |
| 15 de diciembre de 1994  | Ciudad de México | México         | Centro Espectáculos Premier    |        |
| 16 de diciembre de 1994  | Ciudad de México | México         | Centro Espectáculos Premier    |        |
| 17 de diciembre de 1994  | Ciudad de México | México         | Centro Espectáculos Premier    |        |
| 30 de diciembre de 1994  | Acapulco         | México         | Acapulco Plaza                 |        |
| 31 de diciembre de 1994  | Acapulco         | México         | Acapulco Plaza                 |        |

## Banda
- Vocalista: Luis Miguel
- Guitarra eléctrica y acústica: Kiko Cibrian
- Bajo: Lalo Carrillo
- Piano: Francisco Loyo
- Teclado: Arturo Pérez
- Baterista: Víctor Loyo
- Percusión: Leonardo López
- Saxofón: Jeff Nathanson
- Trompeta: Armando Cedillo
- Trompeta: Juan Arpero
- Trombón: Alejandro Carballo
- Coros: Ana Espina Salinas, Fedra Vargas, Patricia Tanus